# Rosa Winkler
Rosa Winkler (* 14. Dezember 1907 in Oschatz; † 26. Dezember 1991 in Berlin) ist eine ehemalige Funktionärin des Demokratischen Frauenbunds Deutschlands (DFD), die zeitweise Abgeordnete im Deutschen Volksrat und im Thüringer Landtag in der Sowjetischen Besatzungszone bzw. der DDR war.

## Leben
Rosa Helene Winkler wurde am 14. Dezember 1907 als Rosa Oertel in Altenburg als Tochter eines Schlossers geboren. Nach dem Besuch der Volksschule musste sie wegen ihrer gelähmten Mutter schon sehr früh die Führung des elterlichen Haushalts übernehmen und konnte dadurch keine Lehre absolvieren. Stattdessen besuchte sie dreimal in der Woche eine Haushaltsschule. Mit 14 trat Rosa Oertel in die SAJ ein, zeitweise betätigte sie sich dabei in der örtlichen SAJ-Gruppe als Schriftführerin, Literaturfunktionärin und 2. Vorsitzende. 1925 folgte ihr Eintritt in die SPD. 1930 war die noch unverheiratete Rosa Oertel Ortsvorstandsmitglied und Frauenbeauftragte in der Altenburger SPD. Zwischen 1931 und 1933, dem Jahr ihrer Heirat, war sie in einer Altenburger Säuglingsheilanstalt als Hausgehilfin tätig. In der NS-Zeit war Winkler Hausfrau, nach dem Krieg war sie bis 1946 in der Oschatzer Schuhfabrik tätig.
Nach dem Zweiten Weltkrieg begann Winkler sich auch wieder politisch zu engagieren, sie gehörte in den Jahren 1945 und 1946 zu den Begründerinnen von Frauenausschüssen in und um Altenburg. Zugleich vertrat die frühere Sozialdemokratin die SED von 1946 bis 1950 in der Altenburger Stadtverordnetenversammlung als Abgeordnete. Im Dezember 1946 übernahm Rosa Winkler, die zunächst ab Oktober des Jahres bei der Altenburger SED-Kreisleitung angestellt war, zusammen mit ihrem Mann in Altenburg das Haus der Einheit, welches damals als Versammlungs- und Veranstaltungshaus diente und zu dieser Zeit die SED-Kreisleitung Altenburg beherbergte. 1947 betraute man die von den Frauenausschüssen bekannte Winkler mit parteipolitischen Aufgaben, sie wurde Mitarbeiterin der Altenburger SED-Kreisleitung und war bis 1949 für die Bereiche Frauenarbeit und Sozialpolitik zuständig. Gleichzeitig trat sie 1947 in den neugegründeten DFD ein. Im November 1948 wurde Winkler offiziell zur Kreisfrauensekretärin der SED-Kreisleitung Altenburg gewählt, im Oktober 1949 wurde sie zur Altenburger DFD-Kreissekretärin gewählt.
Die engagierte Frauenpolitikerin wurde zudem von der SED als Kandidatin für den 1. Deutschen Volksrat vorgeschlagen. In diesem war Winkler als SED-Abgeordnete bis zur Konstituierung des 2. Deutschen Volksrates Mitglied. Parallel dazu rückte sie am 14. Oktober 1948 als SED-Abgeordnete in den Thüringer Landtag nach, dessen Mitglied sie für den Rest der Wahlperiode bis Oktober 1950 blieb. Anfang des Jahres 1951 bekam Winkler den Auftrag, als Instrukteurin für das Bundessekretariat des DFD zu arbeiten. Diese Tätigkeit umfasste auch sechs Wochen Instrukteursarbeit in Westdeutschland. Unter Mithilfe des ZK der SED konnte sie mit ihrem Mann im Mai 1951 eine Wohnung in Berlin-Treptow beziehen. Im späteren Verlauf des Jahres wurde sie für einige Monate bis in das Jahr 1952 als Parteisekretärin in der Betriebsparteiorganisation beim Bundessekretariat des DFD eingesetzt. Anschließend war Winkler einige Zeit mit dem wichtigen Posten der Kaderleiterin im Bundessekretariat betraut. Auf dem IV. Bundeskongress des DFD im Mai 1952 wurde Rosa Winkler offiziell zur stellvertretenden Bundesvorsitzenden und Bundessekretärin für Kader und Finanzen gewählt. Kurz nach dieser Wahl wurde Winkler zudem im Rahmen der II. Parteikonferenz der SED im Juli 1952 als Kandidatin des ZK der SED gewählt. Damit war der DFD nun mit zwei hochrangigen Funktionärinnen im ZK repräsentiert. Schon 1953 ließ sich Winkler jedoch von ihrer verantwortungsvollen Tätigkeit im DFD-Bundesvorstand wieder entbinden, da ihr nach eigener Aussage insbesondere das Aufgabengebiet Finanzen gar nicht lag. Sie wechselte noch im gleichen Jahr zum DFD-Sekretariat von Groß-Berlin, wo sie als 2. Sekretärin, verantwortlich für Organisation, Instrukteure und Kader, tätig war. 1954 kandidierte Rosa Winkler für die Ost-Berliner Stadtverordnetenversammlung, in der sie bis 1960 Abgeordnete war. Zum Jahresende 1955 zog sie mit ihrem Mann nach Berlin-Weißensee um und nahm eine Stelle als politische Leiterin des VEG Malchow an. Dieses volkseigene Gut war vor der Verstaatlichung ein großes bedeutendes Landwirtschaftsgut gewesen. Später wechselte sie an das VEG Falkenberg, wo sie als Parteisekretärin die Betriebsparteiorganisation leitete. Rosa Winkler blieb bis ins hohe Alter gesellschaftlich und politisch aktiv. So ließ sie sich 1970 erstmals für die Wahlen zur Bezirksverordnetenversammlung von Berlin-Weißensee als Kandidatin aufstellen und wirkte als Bezirksverordnete bis 1975. Bis 1990 leitete die rüstige Rentnerin noch die Ortsgruppe der Volkssolidarität in Berlin-Weißensee. Winkler starb Weihnachten 1991.